# UGC 9561
Arp 173 = UGC 9561 ist ein interagierendes Galaxienpaar im Sternbild Bärenhüter, die etwa 400 Mio. Lichtjahre von der Milchstraße entfernt ist. Halton Arp gliederte seinen Katalog ungewöhnlicher Galaxien nach rein morphologischen Kriterien in Gruppen. Diese Galaxie gehört zu der Klasse Galaxien mit schmalen Gegenarmen.